# Jakob Büchi (Ingenieur)
Jakob Büchi (* 6. März 1879 in Henau SG (heute Gemeinde Uzwil); † 12. Mai 1960 in Zürich; heimatberechtigt in Elgg) war ein Schweizer Ingenieur.

## Leben
Jakob Büchi war Sohn des Jakob, Betriebsleiters einer Buntweberei und späterer Inhaber einer Putzfadenfabrik. Büchi heiratete 1909 Klara Heinzelmann, Tochter von Reallehrer Emil. Er besuchte die Kantonsschule St. Gallen und absolvierte anschliessend von 1897 bis 1902 ein Bauingenieurstudium am Eidgenössischen Polytechnikum Zürich.

## Schaffen
Von 1903 bis 1906 war Büchi als Projektingenieur für ein das Rheinkraftwerk Rheinau tätig. Büchis erste grosse Bauaufgabe war ab 1906 das Rhonewerk Chippis der Aluminium-Industrie AG (Aiag). Anschliessend war er Direktor der Aiag im Werk Chippis. Ab 1913 besass Büchi sein eigenes Ingenieurbüro in Zürich, das seit 1929 Hydraulik AG heisst.
Büchi wirkte weltweit an der Planung und beim Bau grosser Wasserkraftanlagen mit. In seinen Spezialgebieten entwickelte er neuartige bahnbrechende Lösungen, unter anderem für Entsandungsanlagen und Druckstollenverkleidungen. Des Weiteren sass Büchi im Vorstand diverser Fachvereinigungen. So war er von 1936 bis 1943 Präsident des Schweizerischen Komitees der Weltkraftkonferenz. Im Jahre 1930 wurde Büchi von der ETH Zürich der Dr. h. c. verliehen. Zudem wurde er 1932 zum Ehrenbürger von Castaneda GR ernannt.